# 川端志季
川端志季（7月2日—），日本漫畫家。

## 經歷
東京都出身，2012年以〈08:05の変顔さん〉在《別冊瑪格麗特》9月號出道。作品《翱翔於天際的夜鷹》2016年獲得《這本漫畫真厲害！》女性篇第5名，2018年改編為真人版影集。

## 相關人物
川端曾擔任過咲坂伊緒的助手。